# Chacras de San Clemente
Chacras de San Clemente o Las Chacras es una localidad ubicada en el extremo noreste del partido de General Lavalle, en la provincia de Buenos Aires, Argentina.
Chacras de San Clemente se encuentra sobre la Ruta Provincial 11, la cual conecta con la ciudad vecina de San Clemente del Tuyú en el partido de La Costa.

## Población
Contaba con 162 habitantes (Indec, 2001), en 1991 fue censada como población rural dispersa. En el último censo se incluyen los 11,174 habitantes (Indec, 2001) de la localidad de San Clemente del Tuyú. Siendo de 11,336 habitantes (Indec, 2001) la población del aglomerado.